# Bogusław Klozik
Bogusław Klozik (ur. 4 października 1963) – polski zapaśnik w stylu klasycznym, medalista mistrzostw świata i Europy, występujący w kategorii 62 kg.
Karierę zapaśniczą rozpoczął w klubie GKS Katowice, w barwach którego zdobył w 1981 i 1983 brązowe medale mistrzostw Polski (odpowiednio w kategoriach 52 kg i 62 kg), a następnie wystąpił w mistrzostwach Europy w 1984, zajmując 4. miejsce. W 1985 rozpoczął zasadniczą służbę wojskową i został zawodnikiem WKS Śląsk Wrocław, gdzie jego trenerem był Jerzy Adamek. W tym samym roku sięgnął po wicemistrzostwo Europy i wicemistrzostwo świata oraz zwyciężył w Plebiscycie Gazety Robotniczej na najlepszego zawodnika Dolnego Śląska. W 1986 ponownie został wicemistrzem świata, a w mistrzostwach Europy zajął 8. miejsce. W 1987 sięgnął po swój jedyny w karierze złoty medal mistrzostw Polski, a w mistrzostwach świata zajął czwarte miejsce. Na początku lat 90. występował w lidze niemieckiej w drużynie KSC Olympia Graben-Neudorf.